# 京急自動車学校

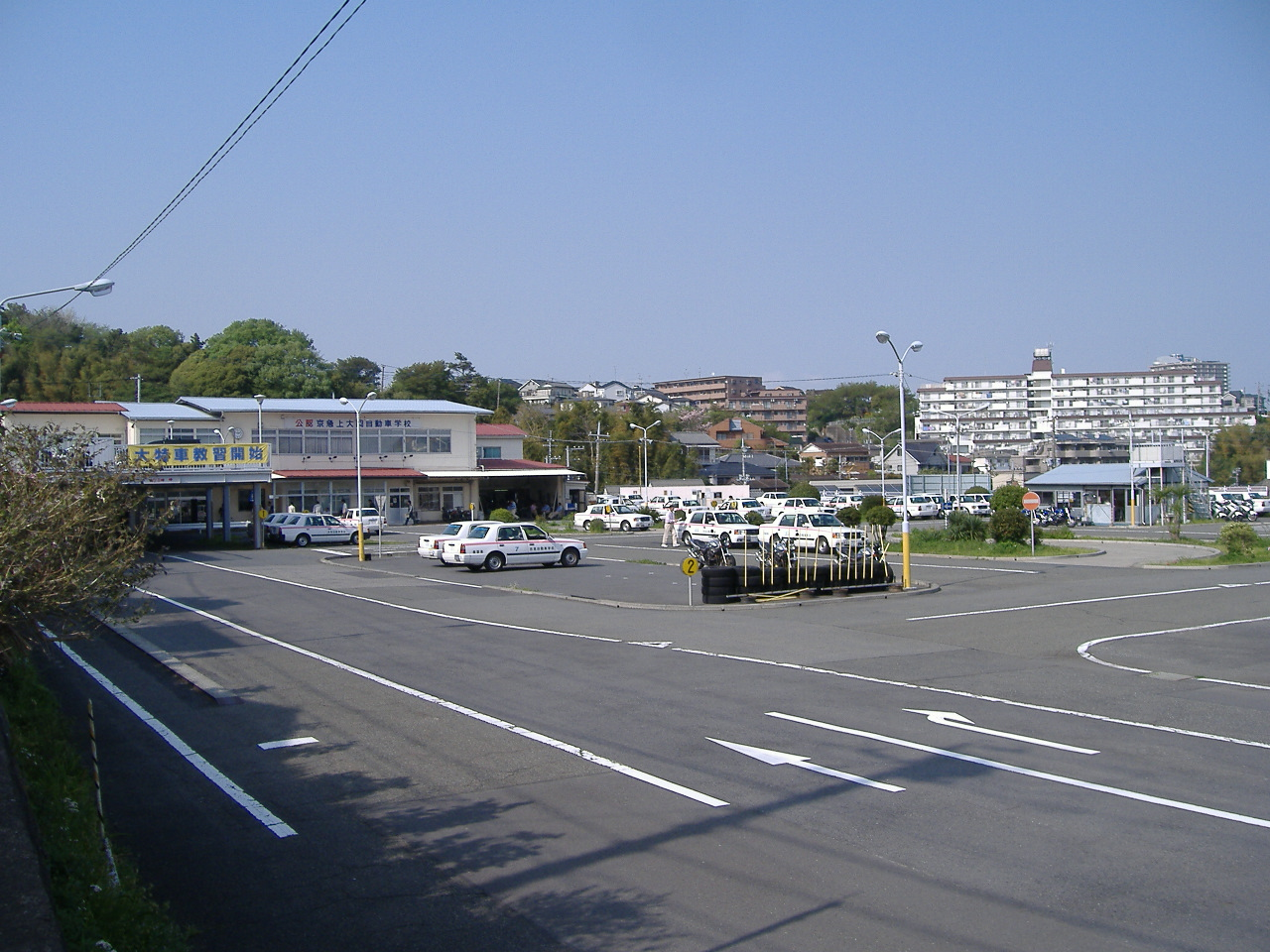
上大岡校

株式会社京急自動車学校（けいきゅうじどうしゃがっこう）は、神奈川県横浜市港南区に本社を置く神奈川県公安委員会指定自動車教習所を運営していた京急グループの企業。上大岡校と茅ヶ崎校の2校を開設している。かつては追浜校もあったが、2002年に閉校となっている。2025年には大阪府大阪市都島区に本社を置く株式会社エムアールエスコンサルタントに株式譲渡し、京急グループからは脱退した。京急グループが運営する指定自動車教習所は他に鴨居自動車学校がある。

## 沿革
- 1961年（昭和36年）7月 - 茅ヶ崎市の湘南自動車専門学校へ経営参画
- 1962年（昭和37年）6月 - 株式会社京急自動車学校に商号変更
- 1962年（昭和37年）8月 - 追浜校を開校
- 1964年（昭和39年）7月 - 上大岡校を開校
- 2002年（平成14年）12月 - 追浜校を閉校
- 2025年（令和7年）4月 - 大阪府大阪市都島区に本社を置く株式会社エムアールエスコンサルタントに株式譲渡　それに伴い京急グループから脱退し上大岡校は「カミオオオカドライビングスクール」茅ヶ崎校は「チガサキドライバーズスクール」に改名

## 上大岡校（現・カミオオオカドライビングスクール）
- 所在地 - 横浜市港南区港南2-12-1

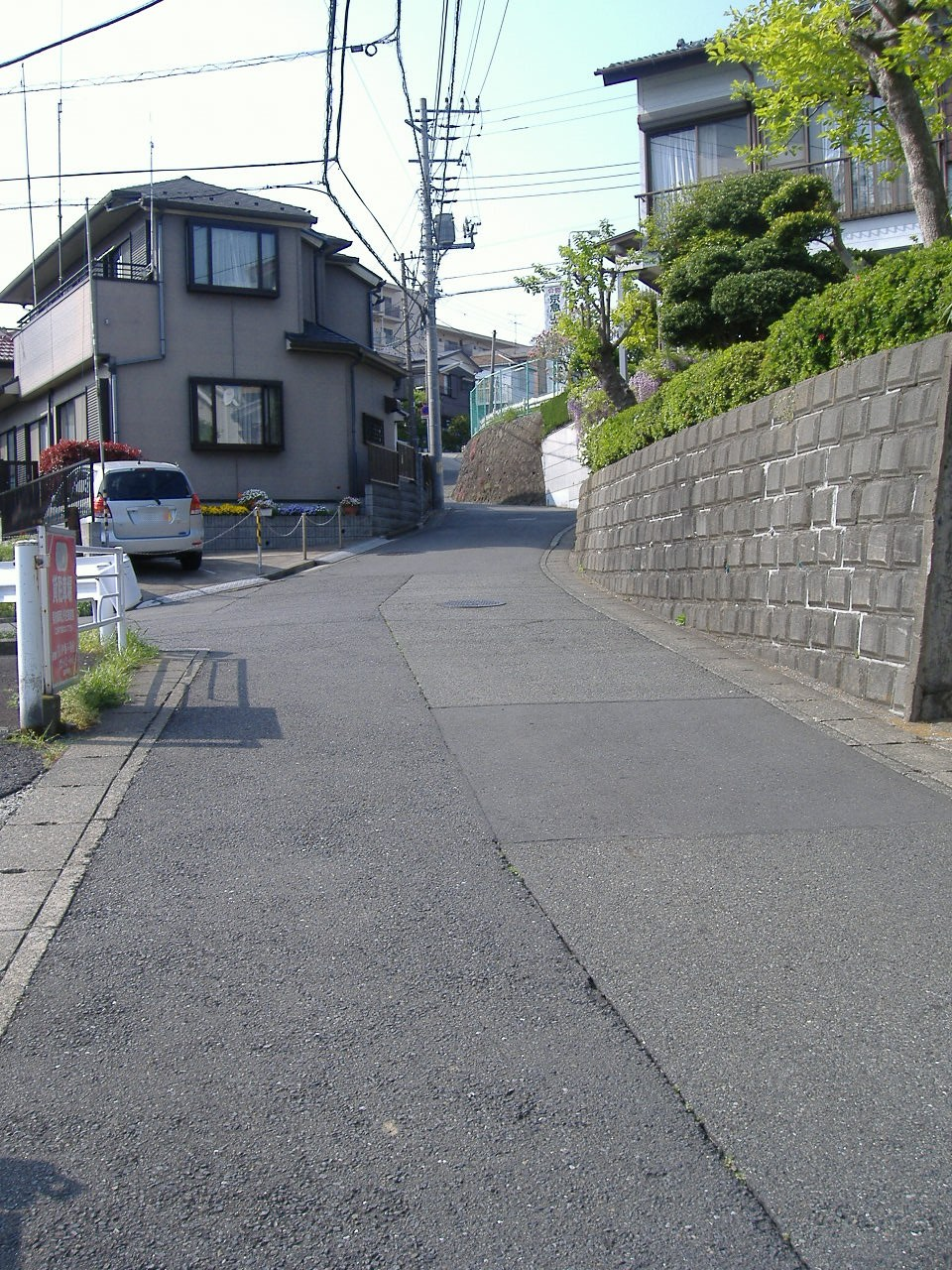
上大岡校付近の街路。

- 交通 - 横浜市営地下鉄「港南中央駅」より徒歩5分。上大岡駅、永田・六ツ川・芹が谷、上永谷駅・野庭・日限山・下永谷駅、洋光台駅・港南台駅方面へ送迎バスあり。
- 教習車種 - 普通自動車・普通二種・大型特殊・小型自動二輪車・普通自動二輪車・大型自動二輪車
- 上大岡校と鎌倉街道との間は住宅街の狭隘な街路で、隘路を活かした路上教習を行っている。

## 茅ヶ崎校（現・チガサキドライバーズスクール）
- 所在地 - 神奈川県茅ヶ崎市本村3-8-54
- 交通 - 茅ケ崎駅、辻堂駅、寒川駅・円蔵・みずき・浜之郷方面へ送迎バスあり。
- 教習車種 - 中型自動車・準中型自動車・普通自動車・普通二種・大型特殊・牽引自動車・小型自動二輪車・普通自動二輪車・大型自動二輪車